# Assemblin
Assembline sind eine Klasse von Serinproteasen, die in allen Herpesviren vorkommen und eine einzigartige Katalytische Triade haben. Diese besteht aus einem Serin und zwei Histidinen. Die Aktivität der Assembline ist für die Virusreplikation essentiell und wird durch ein Monomer-Dimer-Gleichgewicht reguliert. Das schwach assoziierte Dimer (KD im mikromolaren Bereich) ist dabei die aktive Spezies. Die Gleichgewichtslage ist abhängig von der Assemblin- und der Salzkonzentration.

## Nomenklatur
Der Name „Assemblin“ leitet sich von seiner Funktion ab, das assembly protein (über einen Linker mit dem Gerüstprotein verbundenes Assemblin) zu schneiden. Die Nomenklatur der Assembline, Gerüstproteine und des assembly protein ist in der Literatur uneinheitlich, da diese Proteine nach unterschiedlichen Kriterien benannt wurden und werden. So wurde beispielsweise das HCMV-Assemblin zunächst als „VP24“ (virales Protein, 24 kDa) bezeichnet.
Weitere allgemeine Bezeichnungen für die Protease sind „Pr“, maturational protease, capsid protease oder einfach protease. Letztgenannter Name kann unter Umständen irreführend sein, da es noch mindestens eine weitere Protease in Herpesviren gibt. Gelegentlich wird auch das Gerüstprotein oder das assembly protein fälschlicherweise als Assemblin bezeichnet.

## Funktion
Während des Kapsidzusammenbaus lagern sich Gerüstproteine autokatalytisch aneinander und bilden ein fragiles, sphärisches Prokapsid mit einem definierten Durchmesser. Das Proteingerüst besteht aus zwei Genprodukten, dem assembly protein und dem Gerüstprotein, welche im Verhältnis 1:10 vorliegen. Das assembly protein besteht aus zwei Domänen: einer N-terminalen Serinproteasedomäne (Assemblin) und einer C-terminalen Gerüstproteindomäne, welche durch eine Linkerregion miteinander verbunden sind. Das Gerüstprotein entspricht der N-terminalen Domäne des assembly protein. Im Prokapsid dimerisieren die Assemblindomänen durch die räumliche Nähe zueinander. Dadurch wird das Assemblin aktiviert und prozessiert das assembly protein und das Gerüstprotein. Es kommt zur Reifung des Kapsids, d. h. durch strukturelle Veränderungen wird aus dem fragilen, sphärischen Prokapsid das stabilere ikosaedrische Kapsid. Anschließend wird die virale DNA mithilfe des Terminasekomplexes durch das Portal in die reifen Kapside gepumpt und dabei auf Genomlänge geschnitten. Im Zuge dessen wird das Gerüstprotein aus dem Kapsid verdrängt, während das Assemblin im Nukleokapsid verbleibt.
Interessanterweise scheint die Aktivität von freiem Assemblin geringer zu sein, als die des Assemblins als Teil des assembly protein.

## Struktur
Die aktive, dimere Struktur von diversen (v. a. humanen) Herpesviren ist bekannt. Die monomere Struktur des um eine Aminosäure C-terminal gekürzten pseudorabies virus-Assemblins ist ebenfalls bekannt.
Das Protein besteht aus einer β-Fass-Struktur, die von zwei β-Faltblättern gebildet wird. Das β-Fass ist umgeben von 6–9 α-Helices. Jedes Monomer trägt eine komplette katalytische Triade, die solvenszugänglich ist. Die Dimergrenzfläche wird von 3 α-Helices je Monomer gebildet und beträgt etwa 1.300 A². Die Ordnung des Dimerisierungsbereichs wird durch die Dimerisierung deutlich erhöht (Unordnung-zu-Ordnung-Mechanismus). Dadurch kommt es zur Verschiebung eines Loops (oxyanion-hole loop), welcher in der Dimer-Konformation mit seinem Peptidrückgrat das Oxyanion-Loch bildet. Die katalytische Triade bleibt dabei in Position und Orientierung nahezu unverändert.
In monomeren Assemblinen von Beta- und Gammaherpesviren sind die beiden C-terminalen Helices ungeordnet, während dies bei Alphaherpesviren nicht der Fall ist.

## Schnittstellen
Alle Assembline schneiden an mindestens zwei verschiedenen Stellen. Sie schneiden autoproteolytisch an den sogenannten R- und M-sites (release bzw. maturational) des assembly protein und proteolytisch an der M-site des Gerüstproteins. Die R-site befindet sich zwischen der Assemblin- und der Gerüstproteindomäne des assembly protein. Die M-site befindet sich am N-Terminus der Gerüstproteindomäne, wo das Hauptkapsidprotein an das Gerüstprotein gebunden ist.

Schematische Abbildung der Prozessierung des assembly protein bzw. des Gerüstproteins durch Assemblin.

Die Konsensussequenz der R-site ist Y - V/L - K/Q - A | S/N/T, wobei P1' meist Serin ist. Die Konsensussequenz der M-site ist V/L/I - X - A | S. X ist dabei Asn, Gln, Asp oder Glu. Untersuchungen am HCMV-Assemblin ergaben, dass die M-site schneller geschnitten wird, als die R-site.
In assembly proteins einiger Herpesviren (z. B. HCMV) gibt es noch weitere Schnittstellen für das Assemblin, die vermutlich der Regulation dienen.

## Inhibitoren
Assembline werden von den meisten klassischen Serinproteaseinhibitoren kaum gehemmt. Lediglich DFP inhibiert Assembline. Dies geschieht durch eine kovalente Bindung am Serin des aktiven Zentrums. Es wurden außerdem helikale Peptidmimetika gefunden, welche nicht-kovalent an der Dimerisierungsfläche des Monomers binden und eine Dimerisierung und somit Aktivierung des Proteins verhindern.